# Markbass

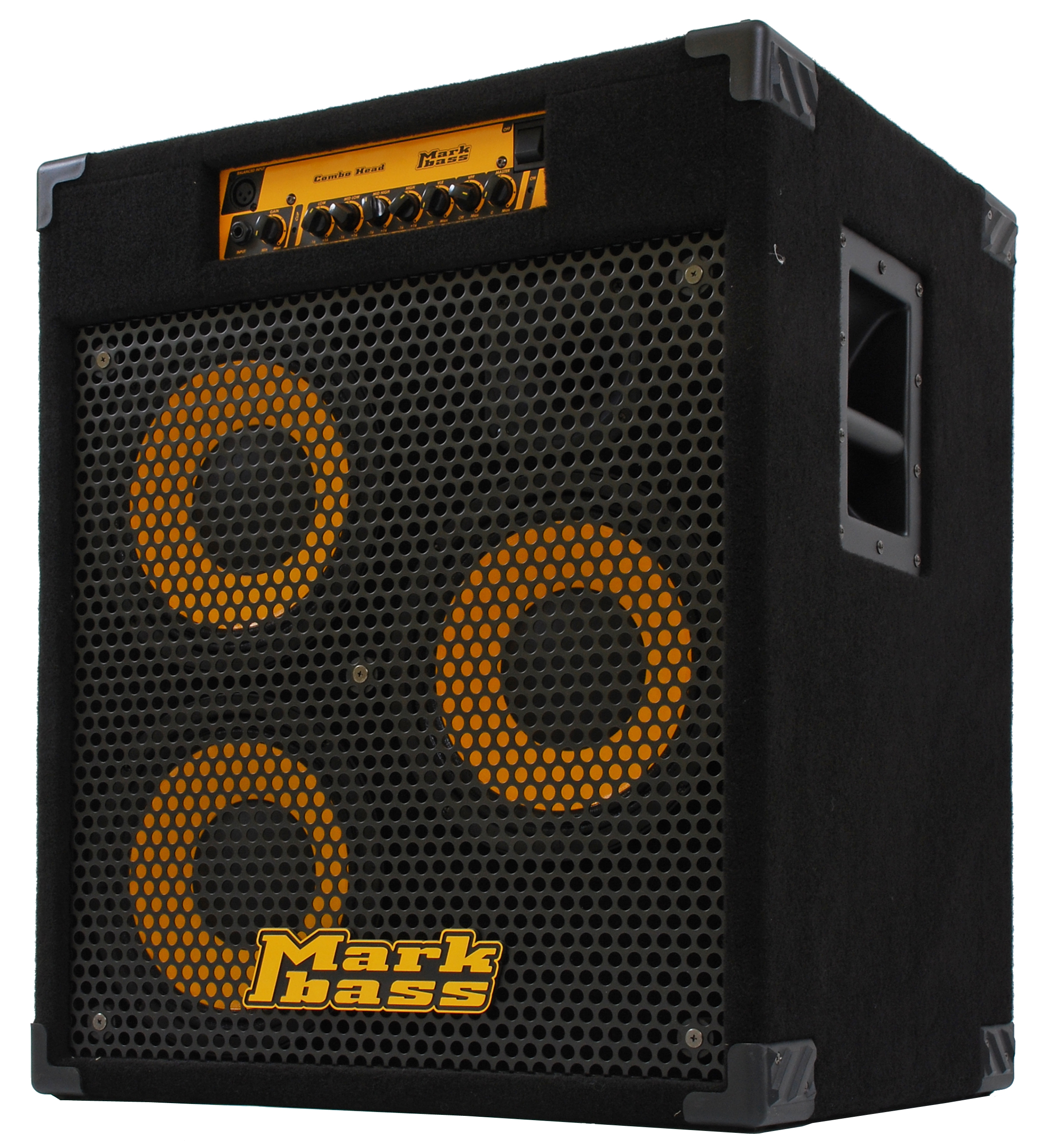
Verstärker CMD-103H von Markbass

Markbass ist eine italienische E-Bass-Verstärker-Marke. Die Geräte werden von der Firma Parsek in San Giovanni Teatino, Italien gefertigt.

## Geschichte
Im Jahr 1996 fing Marco De Virgiliis, der zuvor schon in der Verstärkerbranche tätig war, bei der Firma Parsek an, bei der er jedoch zum Großteil Marketing und Betreuung sowie Verkauf erledigte. In den späten 1990er Jahren traf er dann Sterling Ball und arbeitete daraufhin an der Audiophile-Verstärker-Serie von Music Man. Dabei begann er als einer der ersten Neodym-Speaker in Lautsprechergehäuse einzubauen. Dies geschah in Zusammenarbeit mit B & C Speakers in Italien, mit denen Markbass seit Entstehung seine Cabinets ausstattet. 2001 startete er mit Parsek die Marke „Markbass“.

## Geräte
Typisches Merkmal der Markbass-Verstärker ist die gelb-schwarze Farbkombination der Amps und Cabinets, bei denen die Lautsprechermembranen gelb sind. Eine weitere Besonderheit ist das extrem geringe Gewicht der Boxen durch die Neodym-Lautsprecher und die geringe Größe der Topteile, die dank Class-D-Technologie sehr kompakt aufgebaut sind.
Neben den Verstärkern gibt es auch Markbass-Effektpedale für E-Bässe und eine Software für den PC, bei der Bassverstärker simuliert werden und so im Studio die Abnahme des Instruments überflüssig wird.
Unter der Bezeichnung „MoMark“ hat Markbass eine Verstärkerserie entwickelt, bei der die einzelnen Komponenten beliebig zusammengestellt werden können. Aufbauend auf einem Gehäuse mit integrierter Endstufe mit wählbarer Leistung, stehen diverse Module für die Vorstufe, die Equalizersektion sowie die Endstufenregelung zur Auswahl.
Die bekanntesten Markbass-Nutzer sind  Jeff Berlin, Alain Caron, Hadrien Feraud, Franck Hermanny, Tom Kennedy, Marcus Miller, Robbie Shakespeare, und Craig Young.

## Auszeichnungen
| Jahr | Quelle                               | Produkt                   | Auszeichnung                                               |
| ---- | ------------------------------------ | ------------------------- | ---------------------------------------------------------- |
| 2005 | The UK’s Guitar and Bass magazine    | CMD 102P Combo            | Best bass amp of 2005                                      |
| 2005 | Guitar Part magazine of France       | CMD 103H Combo            | Amp of the Year                                            |
| 2007 | Musikmesse International Press Award | CMD 121H Cab              | MIPA Award                                                 |
| 2008 | Bass Player magazine                 | Classic Series            | Editor‘s Award                                             |
| 2008 | Bass Player magazine                 | Little Mark II            | Bass Player Reader’s Choice Award (Best Bass Head)         |
| 2009 | Winter NAMM 2009                     | Micromark                 | „Best of Show“ MacsimumNews Award                          |
| 2009 | ISP Music magazine of Spain          | F1                        | ISP Music Selected Product and ISP Music Recommended Price |
| 2009 | ISP Music magazine of Spain          | Classic Series            | ISP Music Selected Product Award                           |
| 2009 | Bass Player magazine                 | Little Mark II            | Bass Player Reader’s Choice Award (Best Bass Head)         |
| 2009 | Bass Player magazine                 | MoMark                    | Editor‘s Award                                             |
| 2010 | Top Guitar Magazine of Poland        | Super Synth and Riverbero | Top Gear Award                                             |
| 2010 | Bass Player magazine                 | F500 and New York 604     | Editor Award                                               |
| 2010 | Bestcovery.com                       | Markbass Chorus Flanger   | #1 bass chorus pedal on the market                         |